# كالفيت
كالفيت (بالبرتغالية: Raul Donazar Calvet‏) هو لاعب كرة قدم برازيلي في مركز الدفاع، ولد في 3 نوفمبر 1934 في باخي في البرازيل، وتوفي في 29 مارس 2008 في بورتو أليغري في البرازيل. لعب مع غريميو بورتو أليغرينزي ونادي سانتوس.

## وصلات خارجية
- كالفيت على موقع الاتحاد الأوربي (الإنجليزية)
- كالفيت على موقع قاعدة بيانات كرة القدم.إي يو (الإنجليزية)